# تيبيه أوشيدا
تيبيه أوشيدا (باليابانية: 内田 哲兵) (22 مايو 1975 في أوساكا في اليابان – )؛ هو لاعب كرة قدم ياباني سابق كان يلعب كلاعب وسط.

## وصلات خارجية
- تيبيه أوشيدا على موقع رابطة كرة القدم اليابانية للمحترفين (اليابانية)